# Берман, Яков Леонтьевич
Яков Леонтьевич Берман (25 октября 1888, Санкт-Петербург — 4 сентября 1937) — юрист, специалист по государственному праву и уголовному процессу; вступил в РСДРП в 1905 году, меньшевик-оборонец; декан факультета советского строительства и права МГУ (1930—1931); начальник Военно-политической академии имени Н. Г. Толмачёва (1926—1928); заместитель председателя Верховного Суда РСФСР в период с 1933 по 1936 год. Расстрелян в сентябре 1937 года по обвинению в «террористической и антисоветской деятельности», реабилитирован в ноябре 1956 года.

## Биография
Яков Берман родился 25 октября 1888 года (по другим данным — 12 (24) октября 1888) в столице Российской империи — городе Санкт-Петербург — в семье коммерсанта; он вступил в РСДРП в 1905 году. Во время Первой мировой войны Берман примкнул к группе меньшевиков-оборонцев; являлся участником Гражданской войны в России, в 1919-1920 гг. был начальником Политуправления 5-й Армии. Уже в советское время, в период с 1926 по 1928 год, являлся начальником Военно-политической академии имени Н. Г. Толмачёва.
Затем, в 1930 году Берман занял пост декана факультета советского строительства и права (юридического факультета) Московского государственного университета им. М. В. Ломоносова, где вёл семинар по уголовному процессу — состоял в данной должности до 1931 года. В период с 1933 по 1936 год являлся директором отделения советского строительства и права в Институте красной профессуры. В тот же период он занимал должность заместителя председателя Верховного Суда РСФСР. Был расстрелян 4 сентября 1937 года по обвинению в «террористической и антисоветской деятельности» — реабилитирован решением ВКВС СССР от 3 ноября 1956 года.

## Работы
- Берман Я. Марксизм и гражданский кодекс (по поводу проекта Гражданского Кодекса, выработанного Нар. Комиссариатом Юстиции) / Я. Берман // Советское право. — М., 1922. — № 3. — С. 82—112.
- Берман, Яков Леонтьевич. Основные вопросы теории пролетарского государства / Як. Л. Берман. — Москва : Юридическое изд-во Наркомюста Р. С. Ф. С.Р, 1924 (обл. 1925). — 147 с.
- Берман, Яков Леонтьевич. Учение о советском государстве / Я. Берман ; Ин-т заоч. образ. по радио. Фак-т сов. строительства. — 2-е изд., перераб. — Москва : Власть советов, 1931 (тип. ВЦИК). — 136 с.
  - Берман, Я. Л. Учение о государстве и пролетарской диктатуре, 1930.
- Берман, Яков Леонтьевич. Общественное устройство СССР. Права и обязанности советских граждан / Я. Л. Берман. — Москва : Сов. законодательство, 1936 («Образцовая» тип.). — Обл., 48 с. — (О новой Конституции СССР).
- Берман, Яков Леонтьевич. Диктатура пролетариата во второй пятилетке / Я. Берман. — Москва : Партиздат., 1932 (ф-ка книги «Красный пролетарий»). — Обл., 54, [2] с.